# Бойцова, Софья Сергеевна
Софья Сергеевна Бойцова (род. 15 мая 2001 года в Коломне) — российская шорт-трекистка. Мастер спорта России международного класса от (29 мая 2020 года). 3-кратная чемпионка России и 5-кратная призёр чемпионата страны на отдельных дистанциях, бронзовый призёр чемпионата России в многоборье.

## Карьера
Софья Бойцова родилась в Коломне. Впервые встала на коньки, когда ей был всего годик. Её папа поставил дочь на коньки на речке около большого конькобежного центра в Коломне. Да и сосед у них был тренером сборной России по конькобежному спорту, который учил её, держа за ручку, кататься на коньках. Буквально через год после начала серьезных тренировок Софья начала заниматься шорт-треком в возрасте 10 лет. В 2014 году, когда девушке было всего 13 лет, она переехала одна в Свердловскую область, чтобы тренироваться в Школе олимпийского резерва.
Уже в марте 2014 года на юниорском первенстве России Софья заняла 2-е место в беге на 333 м и в эстафете на 2000 м, а также выиграла в беге на 1000 м. Впервые Софья дебютировала на международной арене на зимнем Европейском юношеском Олимпийском фестивале в Эрзуруме в 2017 году, где стала победителем в смешанной эстафете и серебряным призёром на дистанции 1500 м, а также заняла 4-е места в беге на 500 и 1000 метров. На Спартакиаде среди юниоров в том же году выиграл серебро на дистанции 500 м, 1000 м и золото в эстафете, и на чемпионате России стала серебряным призёром в беге на 500 м.
В декабре 2017 года она выиграла в беге на 500 м и стала серебряным призёром на юниорском чемпионате России в общем зачёте. Через две недели заняла 8-е место в общем зачёте многоборья на взрослом чемпионате России. В 2018 году на чемпионате России среди юниоров на отдельных дистанциях заняла 4-е место на дистанции 500 м, 8-е место на 1000 м и 5-е в беге на 1500 м. На юниорском чемпионате мира в Монреале в январе 2019 года поднялась на 2-е место в эстафете, а с 22 по 24 марта на льду ДС «Полет» в Рыбинске проходил чемпионат России на отдельных дистанциях, где она выиграла золотые медали на дистанциях 500 м и 1000 м.
В ноябре дебютировала на Кубке мира в Солт-Лейк-Сити и заняла 20-е и 21-е места в беге на 500 м, а в декабре на этапе в Шанхае с командой заняла 7-е место в эстафете. В 2020 году на юниорском чемпионате мира в Бормио вновь с командой заняла 2-е место в эстафете и заняла 4-е места на дистанциях 500 м и 1000 м. В декабре заняла 10-е место в общем зачёте многоборья на чемпионате России. В марте 2021 года в Коломне Софья участвовала на чемпионате России на отдельных дистанциях, где выиграла дистанцию на 500 м и стала 2-й в эстафете, выступая за команду Свердловской области.
В 2022 и 2023 году Софья становилась серебряным призёром чемпионата России на дистанции 500 метров. В декабре 2023 года она стала бронзовым призёром чемпионата России в классическом многоборье. В январе 2023 года на IV зимней Спартакиаде молодежи России она выиграла в забеге на 500 метров. В феврале 2024 года на II Всероссийской спартакиаде по зимним видам спорта, проходившем в Челябинске Софья была дисквалифицирована на своей коронной дистанции 500 метров и устроила истерику, пообещав уйти из шорт-трека. Правда в последний день соревновании вместе с командой завоевала золотую медаль в эстафете и справилась с эмоциями.

## Личная жизнь
--